# ケセン語
ケセン語（ケセンご、気仙語、氣仙語、ケセン式ローマ字表記: keseng̃ó）とは医師の山浦玄嗣が日本の気仙地方(岩手県陸前高田市・大船渡市・住田町および宮城県気仙沼市など）等の地域のことば（方言）に対し、これを一つの言語と見なして与えた名称である。
山浦の考案した「ケセン式ローマ字」と称するラテン文字による正書法を持ち、山浦による文法書、辞書、文典（読本）・音源などが多数編纂・作成されている。

## 文法書・辞書・読本・音源
山浦が最初に「ケセン語」を広く世に問うたのは1986年、文法書『ケセン語入門』によってである。本書は同年、日本地名学会「風土研究賞」を受賞した。
文典としてはまず1988年に『ケセンの詩（うだ）』が刊行され（同年の岩手県芸術選賞を受賞）、その後、2002年から2004年にかけて、新約聖書の四つの福音書がギリシア語の原典から翻訳された。この福音書には、著者が朗読した音源CDが付属している。
辞書は、2000年に『ケセン語大辞典』が刊行された。

### 文法書
- 山浦玄嗣『ケセン語入門』1986年、共和印刷企画センター

### 辞書
- 山浦玄嗣『ケセン語大辞典』2000年、無明舎出版 ISBN 4895442411
上下2巻、「文法編」と「語彙編」にわかれ、収載語彙数3400語。

### 文典（読本）
- 山浦玄嗣『ケセンの詩（うだ）』1988年、共和印刷企画センター

- 山浦玄嗣『ケセン語訳新約聖書 (1) マタイによる福音書』2002年、イーピックス出版 ISBN 4901602020
- 山浦玄嗣『ケセン語訳新約聖書 (2) マルコによる福音書』2003年、イーピックス出版 ISBN 4901602047
- 山浦玄嗣『ケセン語訳新約聖書 (3) ルカによる福音書』2003年、イーピックス出版 ISBN 4901602063
- 山浦玄嗣『ケセン語訳新約聖書 (4) ヨハネによる福音書』2004年、イーピックス出版 ISBN 4901602071

上記の翻訳聖書は、正文をケセン式ローマ字によってつづり、副文を一般読者にも読みやすいように工夫した漢字仮名交じり文で書いてある。従来の直訳体の日本語訳の聖書では理解が困難であった多くの個所が活き活きとした生活の言葉で語られている。聖書の理解に役立ったとして、2004年、著者とその仲間の気仙衆28名がバチカンに招かれ、教皇ヨハネ・パウロ2世に「ケセン語訳新約聖書・四福音書」を直接献呈して祝福を受けた。
- 山浦玄嗣『イエスの言葉　ケセン語訳』(文春新書)2011年、文藝春秋 ISBN 978-4166608393
- 山浦玄嗣『ケセン語の世界』2007年、明治書院 ISBN 9784625434006

上記4福音書のオンデマンド・ペーパーバック版
- 山浦玄嗣『ケセン語訳新約聖書　マタイによる福音書』2018年、イーピックス出版 ASIN: B079FGMDTR
- 山浦玄嗣『ケセン語訳新約聖書　マルコによる福音書』2018年、イーピックス出版 ASIN: B079F9HWPL
- 山浦玄嗣『ケセン語訳新約聖書　ルカによる福音書』2018年、イーピックス出版 ASIN: B079FLRGGR
- 山浦玄嗣『ケセン語訳新約聖書　ヨハネによる福音書』2018年、イーピックス出版 ASIN: B079FLP3SR
- 山浦玄嗣『ガリラヤのイェシュー―日本語訳新約聖書四福音書』2011年、イーピックス出版 ISBN 978-4166608393

## カタカナ表記について
ケセンという地名の語源については諸説があり、詳細は気仙郡の項を参照。山浦は、漢字の「気仙」という文字の選択はヤマト王権によって定められたものであるとして、カタカナ表記で「ケセン語」としている。

## ケセン語の特徴

### 音韻
アクセント形式による分類では、東京式アクセントの第二種に属し、しかもそれからかなり離れた特殊アクセントとして分類されている。シとス、チとツ、ジとズとヂとヅを区別せず、一音節の中に二つの母音成分を持つ二重母音を有し、また対応する共通語の語中のカ行とタ行の音が濁音化するなどの音韻上の特徴を持つ。したがってガ行の濁音と鼻濁音とは明確に対立する。ケセン語の「語（ゴ）」も現地音では鼻濁音である。

### 表記体系と発音
山浦によって考案されたラテン文字による正書法（ケセン式ローマ字）を有し、ケセン語の学術研究においてはこちらが用いられる。一方、これとは別に片仮名や平仮名に合字を加えた表記法（ケセン仮名）も存在し、山浦はこれを用いた漢字仮名交じり文 (PDF) によってケセン語版新約聖書の副文や演劇用の脚本を執筆している。
以下の表記法は、特記がない限り山浦玄嗣『ケセン語の世界』（2007年、明治書院）での記述によるものである。

#### ケセン式ローマ字
ケセン式ローマ字は訓令式ローマ字をもとに26の字母と3つのアクセント記号、マクロン「¯」およびアポストロフィー「'」を用いて表記する。
| 大文字 | 小文字 | 国際音声記号 | 備考                                             |
| ------ | ------ | ------------ | ------------------------------------------------ |
| A      | a      | [ɑ]          |                                                  |
| B      | b      | [b]          |                                                  |
| D      | d      | [d]          | a、e、oの前で                                    |
| D      | d      | [d͡z]         | ıの前で                                          |
| E      | e      | [e]          |                                                  |
| E      | e      | [ɨ]          | 後述の音便によってアポストロフィーの後に続く場合 |
| G      | g      | [g]          |                                                  |
| G̃      | g̃      | [ŋ]          |                                                  |
| H      | h      | [h]          | a、e、oの前で                                    |
| H      | h      | [ç]          | i、yの前で                                       |
| H      | h      | [ɸ]          | uの前で                                          |
| İ      | i      | [ɨ]          |                                                  |
| I      | ı      | [ɨ]          | d、s、t、zに続く時にのみ用いる                   |
| Ï      | ï      | [ɨ]          | 後述の二重母音にのみ用いる                       |
| K      | k      | [k]          |                                                  |
| M      | m      | [m]          |                                                  |
| N      | n      | [n]          | 母音字あるいはyの前で                            |
| N      | n      | [ɴ]          | y以外の子音字あるいはアポストロフィーの前で      |
| O      | o      | [o]          |                                                  |
| P      | p      | [p]          |                                                  |
| R      | r      | [r]          |                                                  |
| R̈      | r̈      | [s]          |                                                  |
| S      | s      | [s]          |                                                  |
| S      | s      | [t͡s]         | 後述の音便によってアポストロフィーの後に続く場合 |
| T      | t      | [t]          | a、e、oの前で                                    |
| T      | t      | [t͡s]         | ıの前で                                          |
| U      | u      | [ʉ]          |                                                  |
| V      | v      | [ɸ]          |                                                  |
| W      | w      | [w]          | wa、waiの綴りで                                  |
| W      | w      | （無音）     | 上記以外の綴り、あるいは時にawaの綴りで          |
| Ẅ      | ẅ      | [ɸ]          |                                                  |
| Y      | y      | [j]          |                                                  |
| Ÿ      | ÿ      | [s]          |                                                  |
| Z      | z      | [z]          | a、e、oの前で                                    |
| Z      | z      | [d͡z]         | ıの前で                                          |
| 1. 2.  |        |              |                                                  |

母音は長短の区別があり、長母音はマクロン「¯」を付加して表記する。
なお、各文字の発音については、以下のような発音の例外が存在する。
- 後述する連声音便による例外を除き、後ろに母音字を伴わない子音は発音しない。
- 二重母音の発音は綴り字とは異なるものとなる場合がある。
  - ai [ɛə]
    - トレマ「¨」を用いてaïと綴った場合は[ɑɨ]

  - au [ɑˑ]
  - ia [jɑˑ]
  - oa [oɑ, oə]または[ɑˑ]
  - ua [wɑˑ]

##### アクセント
アクセント記号は、短母音の場合は高音で発音する部分に高音記号としてアキュート・アクセント「´」を付す。
長母音・二重母音および[ɴ]と発音する子音を伴う短母音の場合は、上がり調子のアクセントとなる場合は上昇記号としてハーチェク「ˇ」を、下がり調子のアクセントとなる場合は下降記号としてサーカムフレックス「ˆ」をそれぞれ付す。なお、二重母音にハーチェクおよびサーカムフレックスを付す場合は原則的に後ろの母音に付すが、例外的に二重母音aïのみ前の母音aに付す。

###### 音調型
ケセン語のアクセントは外輪東京式アクセントと無アクセントの間の曖昧アクセントである。
単語単位で見た場合には、ピッチの上がり目が全く存在しない平板式アクセントと、アクセント核となる1拍のみ高く発音する起伏式アクセントの2種類に分類される。
また、文節単位で見た場合には、アクセントの位置により以下の3種類のアクセントの型に分けられる。
| アクセント型 | 用言の場合のアクセント位置           | 体言・副言の場合のアクセント位置                         |
| ------------ | ------------------------------------ | -------------------------------------------------------- |
| (1)型        | 語幹                                 | 体言・副言自体                                           |
| (2)型        | 活用語尾                             | 後続する辞の1拍目                                        |
| (3)型        | 後続する辞、あるいは文節全体で平板式 | 後続する辞の2拍目（辞が1拍のみの場合は文節全体で平板式） |

ただし、これらの分類に当てはまらない例外的な型の詞辞も存在する他、辞によっては上記の原則とは異なる位置にアクセント核が移動する場合もある。

##### 音便
山浦は、ケセン語において以下の4通りの子音の発音変化を音便として定義しており、音便化が生じた子音の直後に音便記号としてアポストロフィー「'」を表記する。
促音便
音便化した語末の子音の直後に無声子音から始まる単語が続く場合、無声子音を長子音として発音する。
- kar' te [katte]（刈って）
- Kúr' kod' tar. [kʉkkotta]（来るだろう）

なお、音便とは異なるものの、長子音から始まる一部の接語においても、同様に語頭にアポストロフィーを表記する事で長子音の表現を行うものがある。
- 'kiri [kkɨrɨ]（～きり）

發音便
音便化した語末の子音の直後に有声子音から始まる単語が続く場合、有声子音の直前に[ɴ]を挿入する。
- yom' de [joɴde]（読んで）
- kǔr' ması [kʉɴmasɨ]（来ます）

連声音便
音便化した語末の子音の直後に母音から始まる単語が続く場合、フランス語におけるリエゾン同様に、音便化した子音を文字通りに発音する。
- ig' ár' tar [ɨgatta]（良かった）
- Dǎr' dar' e? [daɴdare]（誰だい？）

子音脱落音便
語中の子音が音便化した場合、その子音を発音せず、その前後の母音を続けて発音する。この場合も、二重母音として発音が変化する場合はこれに従う。
ug̃og'i de[ʉŋoɨde]（動いて）
- kag'í dar [kɛəda]（書いた）

##### 子音の無声化
```
無声子音 + 母音i、ı、u + 子音 + 母音a、e、o
```

という音声の並びが存在し、母音i、ı、uの直後の子音がb、d、g、r、w、y、zのいずれかである場合、母音i、ı、uは無声化する事がある。この時、これらの母音の直後に続く子音は同時に以下の表の通りに対応する無声子音に置き換わる。
| 有声子音 | b | d | z | g | r | y | w |
| 無声子音 | p | t | t | k | r̈ | ÿ | ẅ |

なお、このように無声化が起こったとしても語義に影響を与える事はない。
- kası baî [kasɨbɛə] = kası paî [kasɨ̥pɛə]

#### ケセン仮名
平仮名、片仮名ともにケセン語独自の発音を表現するため、3つの合字や半濁点を用いて拡張された表記法が考案されている。
|    | a  | i/ı | u  | e  | o  |
| -- | -- | --- | -- | -- | -- |
| ∅  | あ | い  | う | え | お |
| k  | か | き  | く | け | こ |
| g  | が | ぎ  | ぐ | げ | ご |
| g̃  | か゚ | き゚  | く゚ | け゚ | こ゚ |
| s  | さ |     |    | せ | そ |
| 's | さ゚ |     |    | せ゚ | そ゚ |
| z  | ざ |     |    | ぜ | ぞ |
| t  | た |     |    | て | と |
| d  | だ |     |    | で | ど |
| n  | な | に  | ぬ | ね | の |
| h  | は | ひ  | ふ | へ | ほ |
| p  | ぱ | ぴ  | ぷ | ぺ | ぽ |
| b  | ば | び  | ぶ | べ | ぼ |
| m  | ま | み  | む | め | も |
| y  | や |     | ゆ |    | よ |
| ÿ  | や゚ |     |    |    | よ゚ |
| r  | ら | り  | る | れ | ろ |
| r̈  | ら゚ |     |    | れ゚ | ろ゚ |
| w  | わ |     |    | ゑ |    |
| n' | ん | ん  | ん | ん | ん |

|    | a  | i/ı | u  | e  | o  |
| -- | -- | --- | -- | -- | -- |
| ∅  | ア | イ  | ウ | エ | オ |
| k  | カ | キ  | ク | ケ | コ |
| g  | ガ | ギ  | グ | ゲ | ゴ |
| g̃  | カ゚ | キ゚  | ク゚ | ケ゚ | コ゚ |
| s  | サ |     |    | セ | ソ |
| 's | サ゚ |     |    | セ゚ | ソ゚ |
| z  | ザ |     |    | ゼ | ゾ |
| t  | タ |     |    | テ | ト |
| d  | ダ |     |    | デ | ド |
| n  | ナ | ニ  | ヌ | ネ | ノ |
| h  | ハ | ヒ  | フ | ヘ | ホ |
| p  | パ | ピ  | プ | ペ | ポ |
| b  | バ | ビ  | ブ | ベ | ボ |
| m  | マ | ミ  | ム | メ | モ |
| y  | ヤ |     | ユ |    | ヨ |
| ÿ  | ヤ゚ |     |    |    | ヨ゚ |
| r  | ラ | リ  | ル | レ | ロ |
| r̈  | ラ゚ |     |    | レ゚ | ロ゚ |
| w  | ワ |     |    | ヱ |    |
| n' | ン | ン  | ン | ン | ン |

また、二重母音や長母音は後ろの母音成分の発音を片仮名の捨て仮名で表記する事で表現する。ケセン語ローマ字ではaiと記される[ɛə]は、ケセン語仮名では「えァ」「エァ」のように表記される。

### 文法
山浦によるケセン語文法は、時枝文法を基に発展させたものである。

#### 詞辞分類
括弧内の品詞は、対応する学校文法での品詞分類の目安である。
| 単語 | 詞 | 体言   | 実体詞（名詞）                                                   | 実体詞（名詞） | 実体詞（名詞） |
| 単語 | 詞 | 体言   | 動体詞（「する」を除くサ変動詞のうち、語尾「する」を除いた部分） | 動詞           | 属性詞         |
| 単語 | 詞 | 体言   | 静体詞（形容動詞の語幹）                                         | 静詞           | 属性詞         |
| 単語 | 詞 | 用言   | 動用詞（サ変動詞を除くすべての動詞およびサ変動詞「する」）       | 動詞           | 属性詞         |
| 単語 | 詞 | 用言   | 静用詞（形容詞）                                                 | 静詞           | 属性詞         |
| 単語 | 詞 | 用言   | 転用詞（連体詞）                                                 | 静詞           | 属性詞         |
| 単語 | 詞 | 副言   | 程副詞（程度の副詞）                                             | 副詞           | 副詞           |
| 単語 | 詞 | 副言   | 態副詞（呼応の副詞および時間・頻度を表す状態の副詞）             | 副詞           | 副詞           |
| 単語 | 詞 | 副言   | 擬副詞（擬態語および擬音語）                                     | 副詞           | 副詞           |
| 単語 | 辞 | 詞間辞 | 格辞（格助詞）                                                   | 関係辞         | 関係辞         |
| 単語 | 辞 | 詞間辞 | 結辞（接続助詞）                                                 | 関係辞         | 関係辞         |
| 単語 | 辞 | 詞間辞 | 添辞（副助詞）                                                   | 情意辞         | 情意辞         |
| 単語 | 辞 | 陳述辞 | 述辞（助動詞）                                                   | 関係辞         | 関係辞         |
| 単語 | 辞 | 陳述辞 | 末辞（終助詞）                                                   | 情意辞         | 情意辞         |
| 単語 | 辞 | 陳述辞 | 副辞（陳述の副詞）                                               | 情意辞         | 情意辞         |
| 単語 | 辞 | 文間辞 | 続辞                                                             | 情意辞         | 情意辞         |
| 単語 | 辞 | 文間辞 | 呼辞（呼び掛け・応答・挨拶・掛け声の感動詞）                     | 情意辞         | 情意辞         |
| 単語 | 辞 | 文間辞 | 情辞（感動の感動詞）                                             | 情意辞         | 情意辞         |

#### 用言

##### 動用詞
動用詞の活用は、活用語尾の変化に応じて五段動詞（グループ1動詞）に相当する第一種活用およびそれ以外に相当する第二種活用の二種類に分けられる。以下、語幹をSで、このうちいずれかの母音がアクセントを持つものをŚで表す事とする。
|        | 第一種活用 | 第一種活用 | 第一種活用 | 第一種活用 | 第一種活用 | 第一種活用 | 第二種活用 | 第二種活用 | 第二種活用 | 第二種活用 | 第二種活用 | 第二種活用      | 第二種活用      | 第二種活用        | 備考                     |
| ①型    | ①型        | ②型        | ②型        | ③型        | ③型        | ①型        | ①型        | ②型        | ②型        | ③型        | ③型        | ③型             | 不規則動詞 kurú |                   | 備考                     |
| ①型    | ①型        | ②型        | ②型        | ③型        | ③型        | ①型        | ①型        | ②型        | ②型        | 規則動詞   | 規則動詞   | 不規則動詞 sıru | 不規則動詞 kurú |                   | 備考                     |
| ------ | ---------- | ---------- | ---------- | ---------- | ---------- | ---------- | ---------- | ---------- | ---------- | ---------- | ---------- | --------------- | --------------- | ----------------- | ------------------------ |
| 未然形 | Ś-a        | Ś-a        | S-á        | S-á        | S-a        | S-a        | Ś-era      | Ś-ira      | S-erá      | S-irá      | S-era      | S-ira           | sır̈a            | kurá （時に）kirá | 仮定の結辞 ba などの前で |
| 未然形 | Ś-a        | Ś-a        | S-á        | S-á        | S-a        | S-a        | Ś-er       | Ś-ir       | S-ér       | S-ír       | S-er       | S-ir            | ser             | kor               | 否定の結辞 zı などの前で |
| 連用形 | Ś-i        | Ś-ı        | S-í        | S-í        | S-i        | S-ı        | Ś-er       | Ś-ir       | S-ér       | S-ír       | S-er       | S-ir            | sır             | kir               |                          |
| 終止形 | Ś-u        | Ś-ı        | S-ú        | S-í        | S-u        | S-ı        | Ś-eru      | Ś-iru      | S-er       | S-irú      | S-eru      | S-iru           | sıru            | kurú              |                          |
| 連体形 | Ś-u        | Ś-ı        | S-ú        | S-í        | S-u        | S-ı        | Ś-eru      | Ś-iru      | S-er       | S-irú      | S-eru      | S-iru           | sıru            | kurú              |                          |
| 已然形 | Ś-e        | Ś-e        | S-é        | S-é        | S-e        | S-e        | Ś-ere      | Ś-ire      | S-eré      | S-iré      | S-ere      | S-ire           | sır̈e            | kuré （時に）kiré |                          |
| 命令形 | Ś-e        | Ś-e        | S-é        | S-é        | S-e        | S-e        | Ś-ero      | Ś-iro      | S-eró      | S-iró      | S-ero      | S-iro           | sır̈o            | kǒ                |                          |

一型動詞は、連用形の直後に結辞 te あるいは de が続く場合、語幹末の子音に応じて以下のような音便化を生じる。音調型②型の場合は、更にアクセントが結辞に（語幹がsで終わる場合のみ語幹の最終音節に）移動する。
| 語末子音 | 接続する結辞 | 生じる音便           | 例                                |
| -------- | ------------ | -------------------- | --------------------------------- |
| d r w    | te           | 促音便               | kadí（勝つ） → kad' té（勝って）  |
| b m n    | de           | 發音便               | yomú（読む） → yom' dé（読んで）  |
| g g̃      | de           | 子音脱落音便         | kagú（書く） → kag'i dé（書いて） |
| s        | te           | 活用語尾 -ı の無声化 | dasí（出す） → dásı te（出して）  |

##### 静用詞
静用詞の活用は以下の通りである。
|               | ①型   | ②型   | ③型   | 備考                    |
| ------------- | ----- | ----- | ----- | ----------------------- |
| 連用形        | Ś-gu  | Ś-gu  | S-gu  |                         |
| 連用形        | Ś-ku  | Ś-ku  | S-ku  | 語末のuが無声化した場合 |
| 連用形        | Ś-g'  | Ś-g'  | S-g'  | 動用詞 aru などの前で   |
| 終止形 連体形 | Ś-g'i | S-g'í | S-g'i |                         |

#### その他
否定疑問文に対する「はい・いいえ」の応答形式が標準語とは反対になる（この現象は九州・南西諸島・沖縄にも見られる） 。また、接続語の「～に」に当たる言葉は「～さ」である。

## 文例
- このしごどやるようなんだすぺが？（この仕事をやらなければならないのですか？）
- このしごどやんねばわがんねのすか？（意味は上と同じ）
- おらえさ寄ってがっせん。（私の家に寄って行ってください）
- なじょにがやったんだが。（どのようにやったんだか）
- 用足しさいぐんだれば早ぐあべ！（用事を済ませに出かけるのであれば早く行こう！）
- 飯食いさいぎゃんすぺ！（ご飯食べに行きましょう！）
- 飯食いさ行ぐべぇ！（かなり砕けた言い方で、目上の人には使わない。意味：ご飯食べに行こうよ！）
- 飯くんべ！（意味は上と同じ）
- オラの自慢のしゃでっ子だぁ。（私の自慢の弟です）
- もぉいいはぁ。（もういいよ）- 諦めた時や呆れた時に使う。語尾の「はぁ」の発音は下がる。「もぉ」の部分は東北弁話者以外の人が聞くとただの「も」に聞こえる。
- 今日はまんついっぺしごどしたがらあぐどいでくてわがんね。（今日はいっぱい仕事したからかかとが痛くてしょうがない）
- 今日は海さ釣りっこしさ行ぐべし！（今日は海に釣りに行くことにしよう！）
- まんつあのわらすかばねやみだごど。（なんとあの子供は怠け者なんだろう）→ かばねやみ＝怠け者　発音：「かばねやみ」
- そうでがんす。（そうです）
- んだがす。（意味は上と同じ）
- んだがすぺぇ？（そうでしょう？）
- おだづなよ！（調子のんなよ！または、ふざけるな！）
- おぼっこさおづっこあげろでば（赤ん坊に母乳を与えなさいよ）
- けえぁっぽかーくてわがんねぇ（ペニス（男性器）が痒くてどうしようもない）
- ほんでわがんねぇ（それではだめだ）
- どごだがえんずくてわがんねぇ（体のどこかがいつもと違って調子がよくない）→「えんずい」は標準語に該当語がなく直訳することができない。
- こえーこえー（疲れて疲れて）→こわい＝疲れた（過去形）
- あんべわるぐなった（体調を崩した）
- あぞごにあったちかいぼっこしてしまったのっさ（あそこにあった機械、壊してしまったんですよ）
- しゃーないな（しょうがない、仕方が無いな）
- ちょんてろ！（黙って座っていろ！）
- しゃっけ（冷たい）→あいやみずさはいったなぁ、しゃっけがった。（なんと水たまりに入ってしまった。冷たいよ）
- いで（痛い）→　このひじぶっつげだのいでぁー。（この肘ぶつけたのが痛い）
- あべ（行こう）→　こんどおまじりがあるがらあべ。（こんどお祭りがあるので行こう）
- けぇ（お食べ）→　りょうり、おきらい、けぇ。（この料理、お嫌い、お食べ）
- しょぺ（しょっぱい）→　ことつけものしっぺーなぁ。（この漬物はしっぱいよ）
- あみゃ（あまい）→　このにずげあみゃなぁ。（このお煮しめ甘いよ）
- あがれ（家に入れ）→　よさきたなぁ、はよう、えさあがれ。（よくお越しになりましたねぇ、どうぞ、お入りください）
- んだぁ（そうだね）→　これおめのじゃでが？んだぁ。（これはおなたのお弟さんですか。そうだね）
- しゃで（弟子・弟）→　これおめのじゃでが？んだぁ。（これはおなたのお弟さんですか。そうだね）
- おやがだ（兄貴・兄）→これおめのおやがだが？んだぁ。（これはおなたのお兄さんですか。そうだね）
- ほずくせがき（捻くれた子供）→そんなすみっこにいるど、ほずくせがきになるぞ。（そんな端にいると捻くれた子供に見えるよ）
- ばっぺっこ（魚のおかず）→ばんなにけの、ばっぺっこだ。（夜は何を食べますか。魚のおかずです。）
- しゃっけ（つめたい）→しゃっけなぁ、なにすんだ。（冷たい、何するの）→水をかけられる時にしゃべる。
- あがらい（家に入りなさい）→ほらあがらい、さんみべがら。（外は寒いので家に入りなさい）

## メディア
- 1986年2月3日にNHKの「ぐるっと海道３万キロ」の「父さんがケセン語」～南三陸ことばの旅～にて採り上げられ、その名を社会に知られた。
- その後、2002年7月7日にNHK教育テレビの「こころの時代」という番組でも採り上げられた。当時気仙周辺で生活していた蝦夷の言葉の影響を受けた言語であり、発音体系が標準語とは大きく異なっている、と同番組では紹介されていた。ただし蝦夷の言葉の影響を受けたというのは学問的に証明された事実ではない。